# Татјана Владимировна Јегорова
Татјана Владимировна Јегорова (рус. Татьяна Владимировна Егорова; 1. децембар 1930 — 6. мај 2007) била је руска ботаничарка и ауторка која је запажена по раду у ботаничкој башти Санкт Петербурга и уређивању вишетомне серије Plants of Central Asia series. Описала је преко 170 врста, већину из рода Шаш.

## Дела
- Egorova, T. V (1966). Osoki SSSR: vidy podroda Vignea (на језику: руски). Izd-vo "Nauka". OCLC 5381809.
- Egorova, T. V; Takhtadzhi︠a︡n, A. L (1999). Osoki (Carex L.) Rossii i sopredelʹnyīkh gosudarstv (v predelakh byvshego SSSR). Sankt-Peterburgskai︠a︡ gosudarstvennai︠a︡ kimiko-farmat︠s︡evticheskai︠a︡ akademii︠a︡ ; Missuriĭskiĭ botanicheskiĭ sad. ISBN 9785808500518. OCLC 43927060.
- Egorova, Tatjana V (1999). Osoki (Carex L.) Rossii i sopredel'nych gosudarstv (v predelach byvšego SSSR) = The sedges (Carex L.) of Russia and adjacent states (within the limits of the former USSR) (на језику: енглески). Sankt-Petersburgskaja Gosudarstvennaja Chimiko-Farmazevtičeskaja Akad. ISBN 9780915279678. OCLC 750601586.
- Cvelev, Nikolaj N; Egorova, Tat'jana V; Grubov, Valerij I (2000). Plants of Central Asia: plant collections from China and Mongolia. 3, 3 (на језику: енглески). Science Publ. ISBN 9781578081141. OCLC 634860634.